# Badger Farm
Badger Farm – część miasta Winchester w Anglii, w hrabstwie Hampshire, w dystrykcie Winchester. Leży 4 km na południowy wschód od centrum miasta.